# 無我利道場
無我利道場（むがりどうじょう）とは、鹿児島県大島郡宇検村にかつて存在していたヒッピー系コミューン。

## 概要
1973年、東亜燃料工業（後の東燃ゼネラル石油、現ENEOS）による石油備蓄基地を宇検村の枝手久島に建設する計画が持ち上がり、村を二分する対立が勃発した。1975年、ヒッピーYがこの問題に関心を持ち、基地反対派のリーダーであったNとＨの勧めで村内の集落に入植することになった。そこへ仲間のヒッピー達も入植し共同生活を始め、この共同体（コミューン）を「無我利道場」と命名した。「無我利」という漢字は当て字で、「憤る（むづかる）」を意味する奄美方言の「ムガル・ムガリ」が由来であるが、転用されて「偏屈者」も指す。
当初、過疎に悩む同村において数少ない青年グループであり、基地反対の同志であったことから共存していた。1984年に東亜燃料工業が建設計画を断念した後も、無我利道場のメンバーはそのまま住み続けた。
1986年になって、無我利道場メンバーの子供が地元学校の制服着用を拒否、また義務教育を拒絶した不登校を始めとして、地域活動への不参加をも宣言したことから、地元住民との関係が徐々に悪化し始めた。1988年には右翼団体松魂塾メンバーが来村し常駐を開始、地元住民も「無我利道場解体村民会」を結成し、「無我利（偏屈者）追い出し」を図った。同年10月30日に松魂塾が無我利道場を襲撃、無我利道場メンバー1人に重傷を負わせた。その頃になると無我利道場問題が全国的に知られるようになった。
1989年9月、無我利道場側は胡散臭い団体のイメージを与えているとして「無我利道場」の名称をやめ、実生活も家族ごとの生活に改めるなど地元住民に譲歩し、地域活動へも参加するようにした。しかし不信感は拭えず、反対運動はその後も継続され、デモ活動や民事訴訟が相次いで起こされた。最終的な和解が成立したのは1993年になってからであった。
なお、入植を斡旋したNは現在「琉球民族独立総合研究学会」のメンバーで発起人の一人でもあり、沖縄県と奄美群島を日本から独立させるための運動を行っている。

## 反発の一因
無我利道場はヒッピー仲間の他に、左翼活動家との交流があった。その中に神社本庁爆破事件などの爆弾テロ事件を起こした加藤三郎を匿っていた女性もいた。彼女は指名手配の身であり、無我利道場に来た時も身分を隠していたが、これが原因で1983年に無我利道場創設者のYが逮捕された。そして1988年にも日本赤軍絡みの旅券法違反容疑で捜索を受けたことから、無我利道場と極左団体の交友の事実が公にされ、右翼団体の介入も招くことになった。